# Kościół Matki Boskiej Bolesnej w Piotrkowie Trybunalskim
Kościół Matki Boskiej Bolesnej w Piotrkowie Trybunalskim – rzymskokatolicki kościół parafialny należący do parafii Nawiedzenia Najświętszej Maryi Panny w Piotrkowie Trybunalskim (dekanat piotrkowski archidiecezji łódzkiej).
Jest to świątynia wzniesiona w latach 1988–2001 według projektu architekt Urszuli Pittner, poświęcona została w dniu 18 czerwca 2000 roku przez arcybiskupa Władysława Ziółka. 11 września 2016 r. odbyły się uroczystości 40-lecia parafii i kościół został konsekrowany przez abpa Marka Jędraszewskiego metropolitę łódzkiego. Do wyposażenia kościoła należą między innymi: dwa ołtarze (jeden w prezbiterium, drugi w bocznej kaplicy), organy, 3 dzwony oraz stacje Drogi Krzyżowej. 